# كيتينغ كيتينغيوا
كيتينغ كيتينغيوا (مواليد 27 يونيو 1962) هو ملاكم من جمهورية الكونغو الديمقراطية، مثّل بلاده في الألعاب الأولمبية الصيفية 1984.

## روابط خارجية
كيتينغ كيتينغيوا على موقع بوكس ريك (الإنجليزية) (registration required)
- كيتينغ كيتينغيوا على موقع أوليمبيديا (الإنجليزية)